# Heterostichus rostratus
Heterostichus rostratus är en fiskart som beskrevs av Girard, 1854. Heterostichus rostratus ingår i släktet Heterostichus och familjen Clinidae. Inga underarter finns listade i Catalogue of Life.